# چشم‌انداز ۲۰۳۰ عربستان سعودی
چشم‌انداز ۲۰۳۰ عربستان سعودی (عربی: رؤیة السعودیة ۲۰۳۰) برنامه‌ای برای کاهش وابستگی عربستان سعودی به نفت، تنوع بخشیدن به اقتصاد آن و توسعه بخش‌های خدماتی مانند بهداشت، آموزش، زیرساخت، تفریحی و گردشگری است. اهداف عبارتند از تقویت فعالیت‌های اقتصادی و سرمایه‌گذاری، افزایش تجارت غیرنفتی بین کشورها از طریق کالاها و محصولات مصرفی و افزایش هزینه‌های دولت برای تجهیزات نظامی، تجهیزات تولید و مهمات.
جزئیات در ۲۵ آوریل ۲۰۱۶ توسط شاهزاده محمد بن سلمان اعلام شد. طرح‌ها شامل ۸۰ پروژه هستند که هر کدام از ۳٫۷ تا ۲۰ میلیارد دلار هزینه دارند.

## اهداف چشم‌انداز

### صندوق مستقل
عربستان سعودی در تلاش است تا صندوق سرمایه‌گذاری عمومی عربستان سعودی را به دارایی‌های صندوق‌های دولتی که ارزش ۲٫۵ تریلیون دلار دارند، تبدیل کند و این بزرگ‌ترین صندوق بین‌المللی است. معاون شاهزاده توضیح داد که این صندوق بیش از ۱۰ درصد از ظرفیت سرمایه‌گذاری جهانی را کنترل می‌کند و میزان برآورد شده مِلک بیش از ۳ درصد از دارایی‌های جهانی است. وی افزود که عربستان سعودی سرمایه‌گذاری را از طریق صندوق تقویت خواهد کرد که یک رانندهٔ کلیدی جهانی است نه فقط در داخل منطقه.

### آزادی از نفت
اگر عربستان سعودی بتواند تا سال ۲۰٣۰ میلادی نیاز به فروش نفت خود را از بین ببرد، می‌تواند این طرح اقتصادی را به دست آورد، حتی اگر قیمت نفت ۳۰ دلار یا کمتر باشد که تقریباً غیرممکن است به دلیل تقاضای جهانی. این طرح با هدف افزایش درآمد غیرنفتی از ۶٫۴۳ میلیارد دلار به ۲۶۷ میلیارد دلار به ۶ برابر افزایش خواهد یافت و همچنین هدف افزایش صادرات غیرنفتی به عنوان سهم تولید ناخالص داخلی از ۱۶ درصد در حال حاضر تا ۵۰ درصد است. عربستان سعودی به جای آنکه جایگاه خود را به عنوان ۲۰ ساله در نظر بگیرد، تلاش می‌کند جایگاه خود را به عنوان یکی از ۱۵ کشور برتر جهان به‌جای جایگاه واقعی کنونی بیستمین کشور جهان به‌دست آورد. عربستان سعودی، بزرگ‌ترین صادرکنندهٔ نفت جهان، با همکاری با یک شرکت ژاپنی به نام سافت‌بانک گروپ (Softbank Group) بر روی بزرگ‌ترین نیروگاه انرژی خورشیدی جهان به مبلغ ۲۰۰ میلیارد دلار سرمایه‌گذاری خواهد کرد.
این بزرگ‌ترین پروژه انرژی خورشید جهان به شمار می‌رود. در فاز اول این پروژه، که در سال ۲۰۱۸ آغاز شد، ۵ میلیارد دلار برای تولید ۷٫۲ گیگاوات نیرو در سال ۲۰۱۹، سرمایه‌گذاری شد. شرکت تجاری سافت‌بانک را پیش از این با پروژه‌هایی نظیر «ویژن فاند» و همکاری با شرکت‌های «اوبر» و «دی‌دی» می‌شناختیم. از لحاظ منابع انرژی، عربستان سعودی یک استخر بزرگ انرژی خورشیدی را به میزان ۲۰۰ هزار مگاوات که با همکاری این شرکت بزرگ ژاپنی می‌باشد را در شمال کشور ایجاد خواهد کرد و این صنعت سعودی از نقاط ضعف معمول مانند منابع آب کم، تحت هدایت سرمایه‌گذاری در مصر و سودان جلوگیری خواهد کرد.

### کم‌کردن آرامکو
عربستان سعودی کمتر از ۵ درصد از شرکت نفتی عظیم ملی سعودی آرامکو را در ارائهٔ عمومی در بورس اوراق بهادار ارائه خواهد کرد و درآمد حاصل از این عرضهٔ اولیهٔ عمومی را برای تأمین مالی صندوق حمایتی دولت عربستان سعودی اختصاص خواهد داد. ارزش مورد انتظار آرامکو بیش از ۲ تریلیون دلار است.

### کارت سبز
معاون ولیعهد اعلام کرد که عربستان سعودی ظرف پنج سال به منظور بهبود شرایط آب و هوایی سرمایه‌گذاری خود، سیستم کارت سبز را اجرا خواهد کرد و این سیستم عرب‌ها و مسلمانان را در عربستان فعال خواهد ساخت. پادشاهی گردشگری را به تمامی ملیت‌ها با ارزش و اعتقادات کشور باز می‌کند. این اصلاحات جامع، از جمله سیستم سبز کارت، حتی اگر قیمت نفت بالاتر از ۷۰ دلار برای هر بشکه افزایش یابد، اجرا خواهد شد.

### افزایش گردشگران دینی
عربستان سعودی در نظر دارد تا سالانه تعداد زائران را از ۸ میلیون تا ۸۰ میلیون افزایش دهد. همچنین قصد دارد زیرساخت‌ها، مانند فرودگاه‌های نو در جده و طائف و بزرگراهها را توسعه دهد. افزون‌بر آن، توسعهٔ زیرساخت‌های شهر مکه و سرمایه‌گذاری در مناطق اطراف حرم‌المکی را نیز جز برنامه دارند.
معاون ولیعهد اعلام کرد که عربستان سعودی بزرگ‌ترین موزهٔ اسلامی را در جهان ایجاد خواهد کرد که در ریاض مستقر خواهد شد، تا فرصتی برای غیرمسلمانان برای دیدار فراهم کند.

### اشتغال و بخش خصوصی
این طرح با هدف افزایش مشارکت زنان در بازار کار از ۲۲٪ تا ۳۰٪ و کاهش نرخ بیکاری در سعودی‌ها از ۱۱٫۶٪ تا ۷٪ کاهش می‌یابد. عربستان سعی می‌کند سهم بخش خصوصی در تولید ناخالص داخلی را از ۳٫۸ درصد در حال حاضر به ۵٫۷ درصد افزایش دهد.

### صنعت نظامی
عربستان سعودی یک شرکت سهامی برای صنایع نظامی که متعلق به دولت است و انتظار می‌رود در اواخر سال ۲۰۱۷ راه‌اندازی شود، ایجاد می‌کند.

### پروژه‌های مسکن
دولت عربستان سعودی برای بازسازی بخش مسکن تلاش خواهد کرد تا به افزایش نرخ بهره برای سعودی‌ها کمک کند. همچنین هزینه‌های پروژه‌های زیربنایی همچنان ادامه خواهد یافت، اما چشم‌انداز اقتصادی سال ۲۰۳۰ به هزینه‌های بالای دولت نیاز ندارد. عربستان سعودی یک دفتر مدیریتی برای پروژه‌های دولتی ایجاد خواهد کرد که تمام برنامه‌ها و اهداف را ثبت می‌کند و شروع به تبدیل آن به اعداد و همچنین اندازه‌گیری عملکرد لیگ و نظارت بر مناسب بودن کار آژانس‌های دولتی می‌کند.